# Rio Verde (vattendrag i Brasilien, Goiás, lat -15,33, long -49,60)
Rio Verde är ett vattendrag i Brasilien.   Det ligger i delstaten Goiás, i den centrala delen av landet, 190 km väster om huvudstaden Brasília.
Omgivningen kring Rio Verde är huvudsakligen savann. Området är ganska glesbefolkat, med 34 invånare per kvadratkilometer.